# Иоанн VI (патриарх Константинопольский)
Патриа́рх Иоа́нн VI (греч. Πατριάρχης Ἰωάννης ΣΤ΄, Iōannēs VI) — константинопольский патриарх (712—715 года).
Сначала не выступал враждебно против монофелитов и допустил под воздействием императора Филиппика монофелитский собор 712 года, который был враждебно принят Римской церковью. После вступления на престол императора Анастасия II, Иоанн в длинном письме к папе Константину старался снять с себя обвинение в ереси, указывая, что собор 712 года лишь «икономически» подчинился императору. Сведения о последних годах жизни Иоанна противоречивы: по одним известиям он, по желанию римского папы Григория II, был низложен, по другим умер в сане патриарха в конце 715 года.
Сочинения Иоанна VI включены в 96-й том Patrologia Graeca.